# آندریا ماندورلینی (بازیکن فوتبال، زاده ۱۹۹۱)
آندریا ماندورلینی (انگلیسی: Andrea Mandorlini؛ زادهٔ ۱۴ فوریهٔ ۱۹۹۱) بازیکن فوتبال اهل ایتالیا است.
از باشگاه‌هایی که در آن بازی کرده است می‌توان به باشگاه فوتبال ویچنزا و باشگاه فوتبال آسکولی اشاره کرد.